# Treslon
Treslon és un municipi francès, situat al departament del Marne i a la regió del Gran Est. L'any 2007 tenia 176 habitants.

## Demografia

### Població
El 2007 la població de fet de Treslon era de 176 persones. Hi havia 68 famílies, de les quals 15 eren unipersonals (4 homes vivint sols i 11 dones vivint soles), 19 parelles sense fills, 30 parelles amb fills i 4 famílies monoparentals amb fills.
La població ha evolucionat segons el següent gràfic:
Habitants censats

### Habitatges
El 2007 hi havia 78 habitatges, 71 eren l'habitatge principal de la família, 3 eren segones residències i 3 estaven desocupats. Tots els 78 habitatges eren cases. Dels 71 habitatges principals, 63 estaven ocupats pels seus propietaris, 7 estaven llogats i ocupats pels llogaters i 1 estava cedit a títol gratuït; 6 tenien tres cambres, 17 en tenien quatre i 48 en tenien cinc o més. 58 habitatges disposaven pel capbaix d'una plaça de pàrquing. A 31 habitatges hi havia un automòbil i a 37 n'hi havia dos o més.

### Piràmide de població
La piràmide de població per edats i sexe el 2009 era:
| Homes | Edats   | Dones |
| ----- | ------- | ----- |
| 0     | 95 o +  | 0     |
| 0     | 90 a 94 | 0     |
| 0     | 85 a 89 | 0     |
| 0     | 80 a 84 | 0     |
| 0     | 75 a 79 | 0     |
| 4     | 70 a 74 | 8     |
| 8     | 65 a 69 | 4     |
| 0     | 60 a 64 | 0     |
| 4     | 55 a 59 | 8     |
| 12    | 50 a 54 | 8     |
| 8     | 45 a 49 | 4     |
| 0     | 40 a 44 | 16    |
| 4     | 35 a 39 | 4     |
| 8     | 30 a 34 | 8     |
| 4     | 25 a 29 | 0     |
| 12    | 20 a 24 | 4     |
| 4     | 15 a 19 | 12    |
| 12    | 10 a 14 | 8     |
| 4     | 5 a 9   | 0     |
| 8     | 0 a 4   | 0     |

## Economia
El 2007 la població en edat de treballar era de 114 persones, 90 eren actives i 24 eren inactives. De les 90 persones actives 87 estaven ocupades (49 homes i 38 dones) i 3 estaven aturades (2 homes i 1 dona). De les 24 persones inactives 10 estaven jubilades, 6 estaven estudiant i 8 estaven classificades com a «altres inactius».

### Ingressos
El 2009 a Treslon hi havia 74 unitats fiscals que integraven 189 persones, la mediana anual d'ingressos fiscals per persona era de 21.402 €.

### Activitats econòmiques
Dels 4 establiments que hi havia el 2007, 1 era d'una empresa de fabricació d'altres productes industrials, 2 d'empreses de construcció i 1 d'una empresa de transport.
Dels 2 establiments de servei als particulars que hi havia el 2009, 1 era un paleta i 1 fusteria.
L'any 2000 a Treslon hi havia 8 explotacions agrícoles.

## Poblacions més properes
El següent diagrama mostra les poblacions més properes.